# Lijst van brutoformules C21
Dit lemma is een onderdeel van de lijst van brutoformules met 19 koolstofatomen.

## C21H11
| Brutoformule                           | Naam         |
| -------------------------------------- | ------------ |
| {\displaystyle {\ce {C21H11ClF6N2O3}}} | Flufenoxuron |

## C21H12
| Brutoformule                   | Naam     |
| ------------------------------ | -------- |
| {\displaystyle {\ce {C21H12}}} | Sumaneen |

## C21H14
| Brutoformule                         | Naam             |
| ------------------------------------ | ---------------- |
| {\displaystyle {\ce {C21H14Br4O5S}}} | Broomcresolgroen |

## C21H17
| Brutoformule                         | Naam                          |
| ------------------------------------ | ----------------------------- |
| {\displaystyle {\ce {C21H17ClN2O3}}} | Rhodamine 123d ~ alsRhodamine |
| {\displaystyle {\ce {C21H17NaO5S}}}  | Cresolrood                    |

## C21H20
| Brutoformule                        | Naam                       |
| ----------------------------------- | -------------------------- |
| {\displaystyle {\ce {C21H20BrN3}}}  | Ethidiumbromide            |
| {\displaystyle {\ce {C21H20Cl2O3}}} | Permethrin                 |
| {\displaystyle {\ce {C21H20N2O2}}}  | Strychnine ~ als alkaloïde |
| {\displaystyle {\ce {C21H20O5}}}    | Prednison                  |
| {\displaystyle {\ce {C21H20O6}}}    | Curcumine                  |
| {\displaystyle {\ce {C21H20O11}}}   | Luteoline-7-glucoside      |

## C21H21
| Brutoformule                      | Naam                                                                             |
| --------------------------------- | -------------------------------------------------------------------------------- |
| {\displaystyle {\ce {C21H21O4P}}} | Tricresylfosfaat ~ als Triarylfosfaatester ~ Ook wel: Tris(2-methylfenyl)fosfaat |

## C21H22
| Brutoformule                        | Naam                                                                |
| ----------------------------------- | ------------------------------------------------------------------- |
| {\displaystyle {\ce {C21H22Cl2N2}}} | 1,3-dimesityl-4,5-dichloorimidazool-2-ylideen ~ als Stabiel carbeen |
| {\displaystyle {\ce {C21H22ClNO4}}} | Dimethomorf                                                         |
| {\displaystyle {\ce {C21H22N2O2}}}  | Strychnine                                                          |

## C21H23
| Brutoformule                         | Naam         |
| ------------------------------------ | ------------ |
| {\displaystyle {\ce {C21H23BrFNO2}}} | Broomperidol |
| {\displaystyle {\ce {C21H23ClFNO2}}} | Haloperidol  |
| {\displaystyle {\ce {C21H23ClFN3O}}} | Flurazepam   |
| {\displaystyle {\ce {C21H23F2NO2}}}  | Etoxazool    |
| {\displaystyle {\ce {C21H23NO5}}}    | Heroïne      |

## C21H24
| Brutoformule                        | Naam                                                   |
| ----------------------------------- | ------------------------------------------------------ |
| {\displaystyle {\ce {C21H24N2}}}    | 1,3-dimesitylimidazool-2-ylideen ~ als Stabiel carbeen |
| {\displaystyle {\ce {C21H24Cl2O4}}} | Spirodiclofen                                          |
| {\displaystyle {\ce {C21H24N4O2S}}} | Mirabegron                                             |
| {\displaystyle {\ce {C21H24O4}}}    | Bisfenol A diglycidylether                             |

## C21H25
| Brutoformule                          | Naam           |
| ------------------------------------- | -------------- |
| {\displaystyle {\ce {C21H25ClN2O3}}}  | Cetirizine     |
| {\displaystyle {\ce {C21H25ClN2O3}}}  | Levocetirizine |
| {\displaystyle {\ce {C21H25ClN2O4S}}} | Tianeptine     |
| {\displaystyle {\ce {C21H25ClO6}}}    | Dapagliflozine |
| {\displaystyle {\ce {C21H25N}}}       | Terbinafine    |
| {\displaystyle {\ce {C21H25NO3}}}     | Nalmefeen      |

## C21H26
| Brutoformule                        | Naam                                                                |
| ----------------------------------- | ------------------------------------------------------------------- |
| {\displaystyle {\ce {C21H26BrNO4}}} | Methylnaltrexon                                                     |
| {\displaystyle {\ce {C21H26N2}}}    | 1,3-Dimesityl-imidazool-4,5-dihydro-2-ylideen ~ als stabiel carbeen |
| {\displaystyle {\ce {C21H26N2O3}}}  | Yohimbine (vrije base)                                              |
| {\displaystyle {\ce {C21H26O3}}}    | Acitretine                                                          |
| {\displaystyle {\ce {C21H26O5}}}    | Prednison                                                           |

1,3-Dimesityl-imidazool-4,5-dihydro-2-ylideen

## C21H27
| Brutoformule                          | Naam                                            |
| ------------------------------------- | ----------------------------------------------- |
| {\displaystyle {\ce {C21H27ClN2O3}}}  | Yohimbine (HCl-zout)                            |
| {\displaystyle {\ce {C21H27FO6}}}     | Triamcinolon                                    |
| {\displaystyle {\ce {C21H27NO}}}      | Methadon                                        |
| {\displaystyle {\ce {C21H27NO5}}}     | Spirotetramat                                   |
| {\displaystyle {\ce {C21H27N7O14P2}}} | Nicotinamide-adenine-dinucleotide ~Ook wel: NAD |

## C21H28
| Brutoformule                     | Naam                              |
| -------------------------------- | --------------------------------- |
| {\displaystyle {\ce {C21H28O2}}} | Levonorgestrel                    |
| {\displaystyle {\ce {C21H28O2}}} | Tetrahydrogestrinon               |
| {\displaystyle {\ce {C21H28O3}}} | Pyrethrine I                      |
| {\displaystyle {\ce {C21H28O5}}} | Aldosteron                        |
| {\displaystyle {\ce {C21H28O5}}} | Cortison                          |
| {\displaystyle {\ce {C21H28O5}}} | Prednisolon                       |
| {\displaystyle {\ce {C21H28O5}}} | Pyrethrine ~ Ook wel: Cinevine II |

## C21H29
| Brutoformule                          | Naam                                                           |
| ------------------------------------- | -------------------------------------------------------------- |
| {\displaystyle {\ce {C21H29NO}}}      | Biperideen                                                     |
| {\displaystyle {\ce {C21H29NO2}}}     | Butorfanol                                                     |
| {\displaystyle {\ce {C21H29N6O5P}}}   | Tenofovir alafenamide                                          |
| {\displaystyle {\ce {C21H29N7O17P3}}} | Nicotinamide-adenine-dinucleotidefosfaat Ook wel: NADPP, NADPH |

## C21H30
| Brutoformule                        | Naam                                            |
| ----------------------------------- | ----------------------------------------------- |
| {\displaystyle {\ce {C21H30FN3O2}}} | Pipamperon                                      |
| {\displaystyle {\ce {C21H30NO4}}}   | Butylscopolamine                                |
| {\displaystyle {\ce {C21H30O2}}}    | Progesteron                                     |
| {\displaystyle {\ce {C21H30O2}}}    | Tetrahydrocannabinol ~ in Hennep ~ Ook wel: THT |
| {\displaystyle {\ce {C21H30O3}}}    | 17-OH-Progesteron                               |
| {\displaystyle {\ce {C21H30O3}}}    | Jasmoline I                                     |
| {\displaystyle {\ce {C21H30O5}}}    | Cortisol                                        |
| {\displaystyle {\ce {C21H30O5}}}    | Humulon ~ als alfazuur                          |

## C21H31
| Brutoformule                       | Naam       |
| ---------------------------------- | ---------- |
| {\displaystyle {\ce {C21H31N3O5}}} | Lisinopril |

## C21H32
| Brutoformule                       | Naam |
| ---------------------------------- | --- |
| {\displaystyle {\ce {C21H32N2O}}}  | Stanozolol |
| {\displaystyle {\ce {C21H32N6O3}}} | Alfentanil ~ IUPAC: N-[1-[2-(4-ethyl-5-oxo-1,4-dihydrotetrazol-1-yl)ethyl]- 4-(methoxymethyl)-4-piperidyl]-N-fenyl-propaanamide |

## C21H35
| Brutoformule                     | Naam                                                                      |
| -------------------------------- | ------------------------------------------------------------------------- |
| {\displaystyle {\ce {C21H35NO}}} | 2,6-di-tert-butylfenoxy-di-iso-propylkamino-ylideen ~ als Stabiel carbeen |

## C21H38
| Brutoformule                      | Naam                                                               |
| --------------------------------- | ------------------------------------------------------------------ |
| {\displaystyle {\ce {C21H38ClN}}} | benzyl-dimethyl-dodecylammoniumchloride ~ als benzalkoniumchloride |

## C21H39
| Brutoformule                        | Naam          |
| ----------------------------------- | ------------- |
| {\displaystyle {\ce {C21H39N7O12}}} | Streptomycine |

## C21H43
| Brutoformule                       | Naam        |
| ---------------------------------- | ----------- |
| {\displaystyle {\ce {C21H43N5O7}}} | Gentamicine |

## C21H45
| Brutoformule                     | Naam       |
| -------------------------------- | ---------- |
| {\displaystyle {\ce {C21H45N3}}} | Hexetidine |

## C21H46
| Brutoformule                       | Naam        |
| ---------------------------------- | ----------- |
| {\displaystyle {\ce {C21H46NO4P}}} | Miltefosine |